# Acali
L'expédition Acali, aussi appelée l'expérience Acali, ou encore le Sex Raft (« radeau du sexe »), est une expérience sociale ayant eu lieu en 1973 dont le but était d'observer les relations entre des personnes dans un espace limité et isolées de la société,,. Les participants firent montre d'un rejet de la violence, ce qui conduisit l'expérimentateur à éprouver de la frustration, l'amenant à tenter de créer des conflits, et même de prendre le contrôle du bateau à un moment. Malgré ces tentatives, le groupe resta pacifique et calme.
Le radeau avait un équipage de onze personnes, cinq hommes et six femmes. Il quitta Las Palmas de Grande Canarie en Espagne le 12 mai 1973, entamant un voyage transatlantique jusqu'à Cozumel, au Mexique, avec une seule escale à la Barbade. L'expérience fut conçue par l'anthropologue mexicain Santiago Genovés (en) (ancien membre de l'équipage de l'expédition Ra de Thor Heyerdahl).

## Le radeau
Le nom du radeau, Acali, signifie « la maison sur l'eau » en nahuatl.
Le radeau fut construit spécifiquement pour l'expérience. Ses dimensions étaient de 12 par 7 mètres, et il était muni d'une coque en acier. La cabine avait une surface de 4 × 4 m. Il fut dessiné par José Antonio Mandri et Colin Mudie (en) puis construit à Newcastle upon Tyne, au Royaume-Uni.

## Participants
- Santiago Genovés Tarazaga (49 ans, homme), anthropologiste mexicain, créateur de l'expérience.
- José María Montero Pérez (34 ans, homme), anthropologue uruguayen et ancien étudiant de Genovés.
- Servane Zanotti (32 ans, femme), française, responsable de la conduite d'une étude sur la pollution, plongeuse.
- Charles Anthony (37 ans, homme), grec chypriote, opérateur radio.
- Rachida Mazani (23 ans, femme), algérienne, également responsable de l'étude sur la pollution.
- Mary Gidley (36 ans, femme), américaine, avait certaines connaissances en navigation.
- Fé Evangelina Seymour (23 ans, femme), américaine, opérateur radio.
- Maria Björnstam (30 ans, femme), suédoise, capitaine de l'expédition.
- Edna Jonas (32 ans, femme), tchécoslovaque, résidant en Israël, médecin.
- Bernardo Bongo (29 ans, homme), angolais, prêtre.
- Eisuke Yamaki (29 ans, homme), japonais (peuple), cameraman.